# Concistori di papa Innocenzo IX

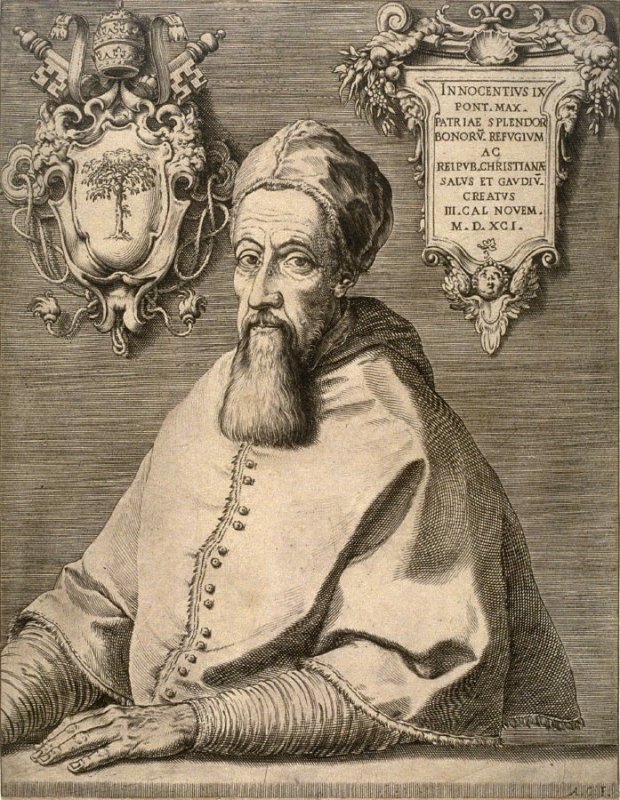
Papa Innocenzo IX

Questa voce raccoglie l'elenco completo dei concistori per la creazione di nuovi cardinali presieduti da papa Innocenzo IX, con l'indicazione di tutti i cardinali creati. Durante il suo pontificato, Innocenzo IX ha creato solo 2 nuovi cardinali in un unico concistoro, ambedue italiani. I nomi sono posti in ordine di creazione.

## 18 dicembre 1591
- Filippo Sega, vescovo di Piacenza, nunzio apostolico emerito in Austria; creato cardinale presbitero di Sant'Onofrio; deceduto il 29 maggio 1596.
- Giovanni Antonio Facchinetti de Nuce "iuniore", pronipote di Sua Santità; creato cardinale diacono (poi presbitero dei Santi Quattro Coronati); deceduto il 18 maggio 1606.